# Porela vetusta
Porela vetusta is een vlinder uit de familie van de spinners (Lasiocampidae). De wetenschappelijke naam is gepubliceerd in 1855 door Walker.